# إزيو (آن)
إزيو (بالفرنسية: Izieu) هي بلدية فرنسية تقع في إقليم الآن في فرنسا. رمز إنسي لها هو:1193. أما الرمز البريدي لها فهو: 1300.